# 民主左派聯盟 (波蘭)
民主左翼聯盟（波蘭語：Sojusz Lewicy Demokratycznej，缩写为SLD）是波蘭的一个已不存在的社會民主主義、亲欧洲主义政黨。1991年，作为政黨聯盟成立。1999年，正式改组為單一政黨。2020年1月27日，该党开始与春天整合为新政党“新左翼”；2021年6月11日，春天正式解散，整合完成。

## 歷史

### 起源
許多民主左翼聯盟的政治人物发迹于共产主义政權時期。許多創黨成员曾是波兰共和国社会民主党和波兰社会民主联盟的成員，這兩个政黨都起源自波兰统一工人党。

### 選舉勝利
1991年波蘭第一次自由選舉前，波蘭共和國社會民主黨、社會民主聯盟與其他社會主義和社會民主主義政黨組成政黨聯盟「民主左翼聯盟」。
1993年，民主左翼聯盟在議會選舉中取得勝利，並與波蘭人民黨組成聯合政府。1995年，該聯盟推派的亞歷山大·克瓦希涅夫斯基成功在2005年總統選舉中擊敗莱赫·瓦文萨，成功當選總統。1999年，政黨聯盟改組成單一政黨。
當時，聯盟多數成員來自於前波蘭統一工人黨。1993年至1997年，民主左翼聯盟與波蘭人民黨組成執政聯盟。1997年波蘭議會選舉，右派團結工聯選舉行動擊敗民主左翼聯盟成為第一大黨。
2001年波蘭議會選舉，民主左翼聯盟與勞動聯盟結盟，一同拿下42%的選票，獲得下議院200席與上議院75席。選後人民黨加入執政聯盟，莱舍克·米莱尔就任總理。2003年3月，人民黨退出執政聯盟，與在野公民綱領黨結盟。

### 醜聞
2004年，由於配合美國支持伊拉克戰爭，民主左翼聯盟的支持度從30%大幅滑落至10%，許多重要人物被主流媒體指控涉及政治醜聞。
2004年3月6日，萊謝克·米勒辭去黨魁一職。3月26日下議院議長馬萊克·博羅夫斯基（Marek Borowski）與其他黨內重要人物宣布成立新中間偏左政黨波蘭社會民主黨。隔天，萊謝克·米勒宣布他將在波蘭加入歐盟後的隔天－5月2日辭去總理。

### 衰退
2004年歐洲議會選舉，該黨只獲得9%的票數，僅拿下歐洲議會5席。2009年歐洲議會選舉，民主左翼聯盟－勞動聯盟得票率提升到12%，席次增加兩席。

### 2005年至今
2005年波蘭議會選舉受到嚴重挫敗。民主左翼聯盟只贏得11.3%的選票，拿下55席，幾乎是上次選舉的四分之一。該黨也失去所有參議院席次。前農業與農村發展部長沃伊切赫·歐雷尼查克（Wojciech Olejniczak）在5月29日當選黨魁，接替因被指控與KGB有關聯而辭去總理的約瑟夫·奧里克西（Józef Oleksy）。
2006年，左翼和民主人士成立，成員包括民主左翼聯盟、劳动联盟、波蘭社會民主黨和民主黨（Democratic Party – demokraci.pl）。該聯盟在2007年波蘭議會選舉中表現不盡理想，只獲得13.2%的得票率，2008年4月聯盟宣布解散。5月31日，格澤戈茲·納皮耶拉爾斯基（Grzegorz Napieralski）就任黨魁。
2011年波兰议会选举该党只获得8.2％的得票率，12月10日莱舍克·米莱尔（Leszek Miller）就任党魁。
为应对2015年波兰议会选举，与你们运动、波兰社会党、劳动联盟、绿党和波兰劳动党－80年8月，组成联合左翼，但在选举中再遭失利，只获得7.55％得票率，得票率创新低。2016年2月，该联盟解散，同年1月23日，弗洛德兹米尔斯·查尔扎斯蒂担任党魁。
2017年，该党退出社會黨國際并加入進步聯盟。
2019年与波兰社会党、春天和左翼一起组成政党联盟——左翼，并在2019年波兰议会选举赢得12.56％得票率，一举成为支持率第三的政党，并在2020年1月27日，开始与春天整合为新政党“新左翼”；2021年6月11日，春天正式解散，整合完成。

## 外部連結
- 官方網站 （页面存档备份，存于）